# Stroudsburg
Le borough de Stroudsburg est le siège du comté de Monroe, situé dans le Commonwealth de Pennsylvanie, aux États-Unis. Sa population s’élevait à 5 567 habitants lors du recensement de 2010, estimée à 5 511 habitants en 2017.

## Source
- (en) Cet article est partiellement ou en totalité issu de l’article de Wikipédia en anglais intitulé « Stroudsburg, Pennsylvania » (voir la liste des auteurs).